# John Hamilton Mortimer
Pour les articles homonymes, voir Mortimer.
John Hamilton Mortimer, né le 17 septembre 1740 à Eastbourne et mort le 4 février 1779 à Londres, est un peintre paysagiste et portraitiste et graveur anglais.